# Lim Hyun-Gyu
Lim Hyun-Gyu (koreanska: 임현규
), född 16 januari 1985 i Seoul, är en sydkoreansk MMA-utövare som sedan 2013 tävlar i organisationen Ultimate Fighting Championship.